# Pufești
Pufesti là một xã thuộc hạt Vrancea, România. Dân số thời điểm năm 2002 là 4195 người.